# Carlos Fajardo
Carlos Alberto Fajardo (São Paulo, 10 de setembro de 1941) é artista, professor do Departamento de Artes Plásticas da Escola de Comunicações e Artes da Universidade de São Paulo.
A obra de Carlos Fajardo constrói relações utilizando superfícies discretas dispostas no espaço de modo que possam ser vivenciadas corporalmente pelo indivíduo. O trabalho solicita extensão e duração. É preciso se relacionar com ele em seus aspectos físicos, levar em conta a distância que ele dispõe entre as coisas e o transcurso espaçotemporal a que convida. Ele requer uma consciência corporal do indivíduo, simplesmente o acolhe na sua condição mais viva e espontânea – de pedestre. Pressupõe esse indivíduo autoconsciente das condições dadas do ambiente e por isso mesmo capaz de modificá-las. Seus trabalhos transitam pelos limites da arte, como escreveu Walter Zanini: "A posição teórica rege incisivamente o comportamento de Carlos Fajardo, interessado em propor uma abertura para outras estruturas de definição de arte, ele cria novos e delicados relacionamentos entre obra e espectador (…)"

## Formação
Em 1963 ingressa no curso de arquitetura da Universidade Mackenzie. Estuda desenho, comunicação visual e história da arte com o artista Wesley Duke Lee, nesse momento conhece a obra do artista Marcel Duchamp e entra em contato com a produção contemporânea norte-americana e europeia. Em 1965 estuda música contemporânea com o maestro Diogo Pacheco; em 1970 gravura em metal com o artista Maciej Babinski; em 1979 litografia com a artista Regina Silveira.

## Grupo Rex
Em 1966-67 é membro, juntamente com os artistas Frederico Nasser, Geraldo de Barros, José Resende, Nelson Leirner e Wesley Duke Lee, do Grupo Rex, e co-fundador da Rex Gallery & Sons em São Paulo. Integra, com Wesley, o corpo editorial do jornal Rex Time.

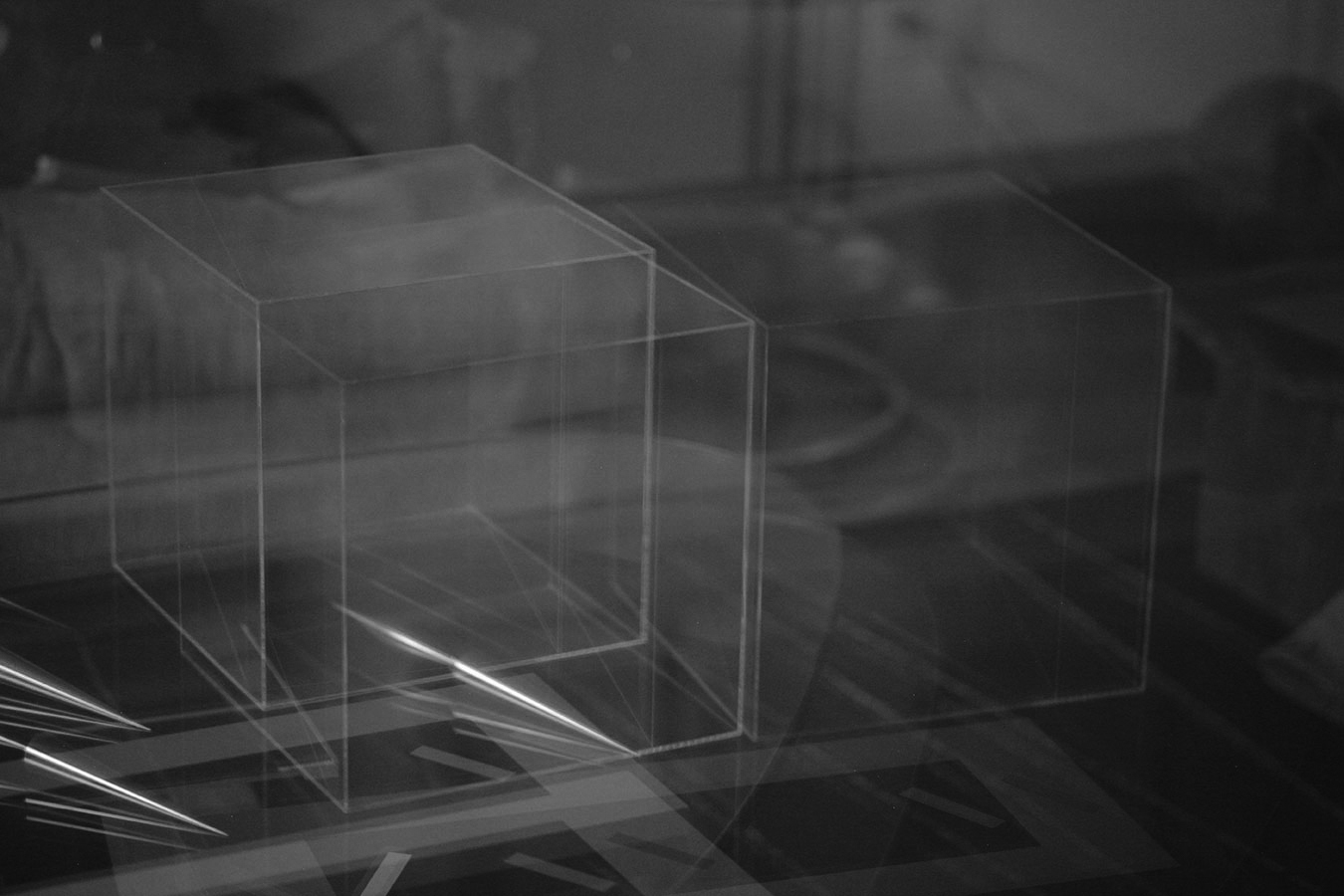
Neutral, 1966, versão de 2014.

Passa a fazer trabalhos figurativos sobre superfícies modificadas, nesse momento um raciocínio material, físico, construtivo, convive com um suporte narrativo. Participa da exposição Descoberta da América na Rex Gallery & Sons com o Neutral, um cubo de 33x33 cm feito com com chapas de acrílico transparente em cujo interior há outro, de dimensões idênticas, do qual só há o traçado ligeiramente deslocado em relação ao primeiro cubo. Pela primeira vez, sua obra dispensa a figuração e as marcas do fazer artístico. O cubo é construído com base numa relação objetiva com os materiais e as pessoas podem adquirir um guia impresso de instruções para a sua confecção. Em Flash-back, exposição seguinte na Rex Gallery & Sons, Fajardo expõe uma somatória de obras não feitas por ele.
Publica sua tradução de O Ato de Criação de Marcel Duchamp na capa do Rex Time n° 4. Organiza com o grupo os eventos subsequentes na Rex Gallery & Sons, como a conferência sobre a moda do artista Flávio de Carvalho.

### Suburbia
Entre 1968 e 1970 realiza exposições com os artistas Frederico Nasser, Luís Paulo Baravelli e José Resende, na Petite Galerie, na Galeria Art-Art, no Museu de Arte Moderna do Rio de Janeiro e no Museu de Arte Contemporânea da Universidade de São Paulo. A propósito da exposição no MAC-USP o crítico Walter Zanini comenta: "…o trabalho dos antigos alunos de Wesley Duke Lee ganhou a consistência necessária (…) num país em que os contatos comunitários são raros ou quase inexistentes, souberam desenvolver estudos e ação, embasados em uma inter-relação contínua transformada em verdadeira norma de vivência sem que esta disposição coletiva sacrificasse o mínimo das respectivas responsabilidades individuais."
Em 1969 faz as primeiras Fórmicas: pinturas feitas com retalhos regulares do material. Nas séries, as formas se repetem com cores diferentes, sem o menor traço de artesanato. Com procedimentos impessoais, Fajardo compõe os quadros que lhe parecem a realização mais estrita da ideia de superfície e de cor.

## Desenho
A partir de meados da década de 60 o desenho se torna o suporte básico do seu raciocínio plástico, ato preparatório e modo de produzir discursos visuais. 

### Gráfica
Desenha as capas da revista Novos Estudos, editada pela CEBRAP, em São Paulo, do n° 19 ao 70, entre 1987 e 2004. Colabora com trabalhos gráficos para o Jornal de Resenhas da Folha de S.Paulo, entre 1995 e 2003. Publica com José Resende o ensaio "Manual", no livro Psicanálise, Arte e Estéticas da Subjetivação, em 2002.

## Pintura
Em 1978 realiza pinturas em grandes formatos nas quais silhuetas femininas em tamanho natural são obtidas a partir do contorno de modelos reais posicionados contra as telas, vestígios físicos destas presenças. Em 1981, Fajardo assume uma nova relação com a pintura. Suas superfícies crescem e são divididas em partes justapostas. A unidade é formada com base na relação de uma parte com a outra. Daí em diante sua produção fica entre a pintura, a escultura e a instalação. Articula os objetos uns com os outros no espaço e incorpora o intervalo entre as peças.

## Instalação
Para Fajardo, o corpo do indivíduo é partícipe da instalação, portanto parte constitutiva do trabalho. Sobre a irrupção da instalação em sua produção, Sônia Salzstein escreve: "Em meados da década de 80, já era evidente que o centro das preocupações do artista era o caráter de relação assumido pelo trabalho – das partes entre si, delas com a parede, de todo o conjunto com o espaço circundante. Em termos mais precisos, definia-se o interesse decisivo do trabalho de Fajardo em produzir-se como um jogo desarticulador de relações com o entorno, com o lugar de sua inserção pública: museu, galeria, espaço público."

## Reflexão
A partir dos anos 2000 tem se dedicado à reflexão através de objetos, fotografias, vídeos, esculturas e instalações, muitos dos quais tem utilizado vidros e espelhos (placas de laminado refletido) em diversas configurações. Obras nas quais, segundo Henrique Xavier: "Você subitamente contempla não mais os vidros, mas este jogo de luz produzindo uma multiplicação das imagens nos espelhos de Fajardo, você vê que as obras refletem a si mesmas como espelhos frente a frente multiplicando suas imagens em um abismo infinito de reflexão. As imagens formadas pelos reflexos são jogadas umas sobre as outras. Você quase pode imaginar a impossível fricção entre infinitos raios de luz se esbarrando em trajetórias cruzadas em um perpétuo movimento de vai e vem, vêm e vão."

## Aprendizado
No ensino de arte Carlos Fajardo dá prioridade ao aprendizado, que é estimulado nos alunos através da própria experiência livre envolvida no ato de fazer. Para ele, há uma dialética na relação discurso/repertório e quanto mais se estimula o surgimento de um discurso visual próprio no aluno, mais este vai desenvolver seu repertório. Atua como professor desde meados da década de 60. Inicia-se nesta atividade quando era assistente de Wesley Duke Lee e o substitui como professor de desenho. Deu aula de desenho de observação em cursinhos universitários por 20 anos, entre 1964 e 1984. Oferece cursos sobre imagem em seu ateliê desde a década de 70 até hoje, o desenho é dado para estimular o raciocínio visual e como suporte teórico são lidos textos de pensadores como Giorgio Agamben, Walter Benjamin, Gilles Deleuze, Jacques Derrida, Georges Didi-Huberman, Friederich Nietzsche, Aby Warburg, entre outros. Apresentou também os cursos Pensamento Visual e Imagem na Superfície no SESC Pompéia.

### Escola Brasil
Funda o Centro de Experimentação Artística Escola Brasil: (1970-74) com Frederico Nasser, José Resende e Luiz Paulo Baravelli. O programa da escola promove o desenvolvimento do fazer artístico em bases não acadêmicas, com exercícios de ateliê e contato estreito e individualizado entre os diversos participantes com a consciência de que o aprendizado é uma troca que se dá entre iguais.

### Universidade de São Paulo
Torna-se professor do Departamento de Artes Plásticas da Escola de Comunicações e Artes da Universidade de São Paulo em 1996, onde leciona desenho, pintura e instalação, e, orienta pesquisas. Em seus cursos, a produção discente e sua discussão seguem paralelas à reflexão a partir das obras, imagens e textos de e sobre artistas, como Marcel Duchamp, Kasimir Malevich, Piet Mondrian, Constantin Brancusi, Andy Warhol, Hélio Oiticica, Robert Smithson, Donald Judd, Gerhard Richter, Hiroshi Sugimoto entre outros. Em 1998, com um ensaio fotográfico, defende tese de doutoramento em poéticas visuais A profundidade e a Superfície, também na Universidade de São Paulo.

## Exposições
XXXIX e XLV Bienal de Veneza (1978 e 1993); 9ª, 16ª, 19ª, 25ª e 29ª Bienal de São Paulo (1967, 1981, 1987, 2002 e 2010); 1ª e 5ª Bienal do Mercosul (1997 e 2005); Arte/Cidade - Cidade sem Janelas (1994); ArteCidadeZonaLeste (2002); Poética da Distância: Pinacoteca do Estado de São Paulo; Museu de Arte Moderna da Bahia, em Salvador; Museu de Arte Moderna do Rio Janeiro; Museu de Arte Moderna Aloisio Magalhães, no Recife; Museu de Arte do Rio Grande do Sul, em Porto Alegre (2003); No meio do vão: SESC Belenzinho (2012); Diáfano: Museu Oscar Niemeyer, em Curitiba (2018).

## Prêmio e Bolsas
- 2002 - Contemplação do projeto Poética da Distância[15], Petrobras.
- 1995 - Grande Prêmio Price Waterhouse / 24º Panorama da Arte Brasileira[16], MAM-SP.
- 1989 - Bolsa Vitae de Artes, Fundação Vitae.
- 1987 - Bolsa Ivan Serpa[17], FUNARTE.

## Coleções
Possui obras em inúmeras coleções públicas e privadas, dentre elas: Coleção de Arte da Cidade de São Paulo, Instituto Figueiredo Ferraz em Ribeirão Preto (IFF), Itaú Cultural, Museu de Arte Contemporânea de Campinas José Pancetti (MACC), Museu de Arte Contemporânea da Universidade de São Paulo (MAC-USP), Museu de Arte Moderna Aloísio Magalhães no Recife (MAMAM), Museu de Arte Moderna do Rio de Janeiro (MAM-RJ), Museu de Arte Moderna de São Paulo (MAM-SP), Museu de Arte do Rio Grande do Sul Aldo Malagoli em Porto Alegre (MARGS), Museu Oscar Niemeyer (MON) em Curitiba, e, Pinacoteca do Estado de São Paulo.

## Ligações Externas
- Carlos Fajardo – Site do Artista
- Carlos Alberto Fajardo – Currículo Lattes
- Histórias da Arte, episódio 1, Carlos Fajardo – Canal Arte 1, 2019
- Carlos Fajardo – 31ª Bienal de São Paulo (curso pra educadores), 2014
- Carlos Fajardo – Meandros/ ZL Vórtice, 2013
- Conversa com Carlos Fajardo – Conversas ponto CAP, 2012
- Vídeo Guerrilha – Carlos Fajardo, 2010
- Carlos Fajardo – Para Todos os Sentidos, 2002
- Catálogo com a produção intelectual de Carlos Fajardo cadastrada pela Biblioteca da ECA-USP